# Walchum
Walchum ist eine Gemeinde in der Samtgemeinde Dörpen im Landkreis Emsland in Niedersachsen.

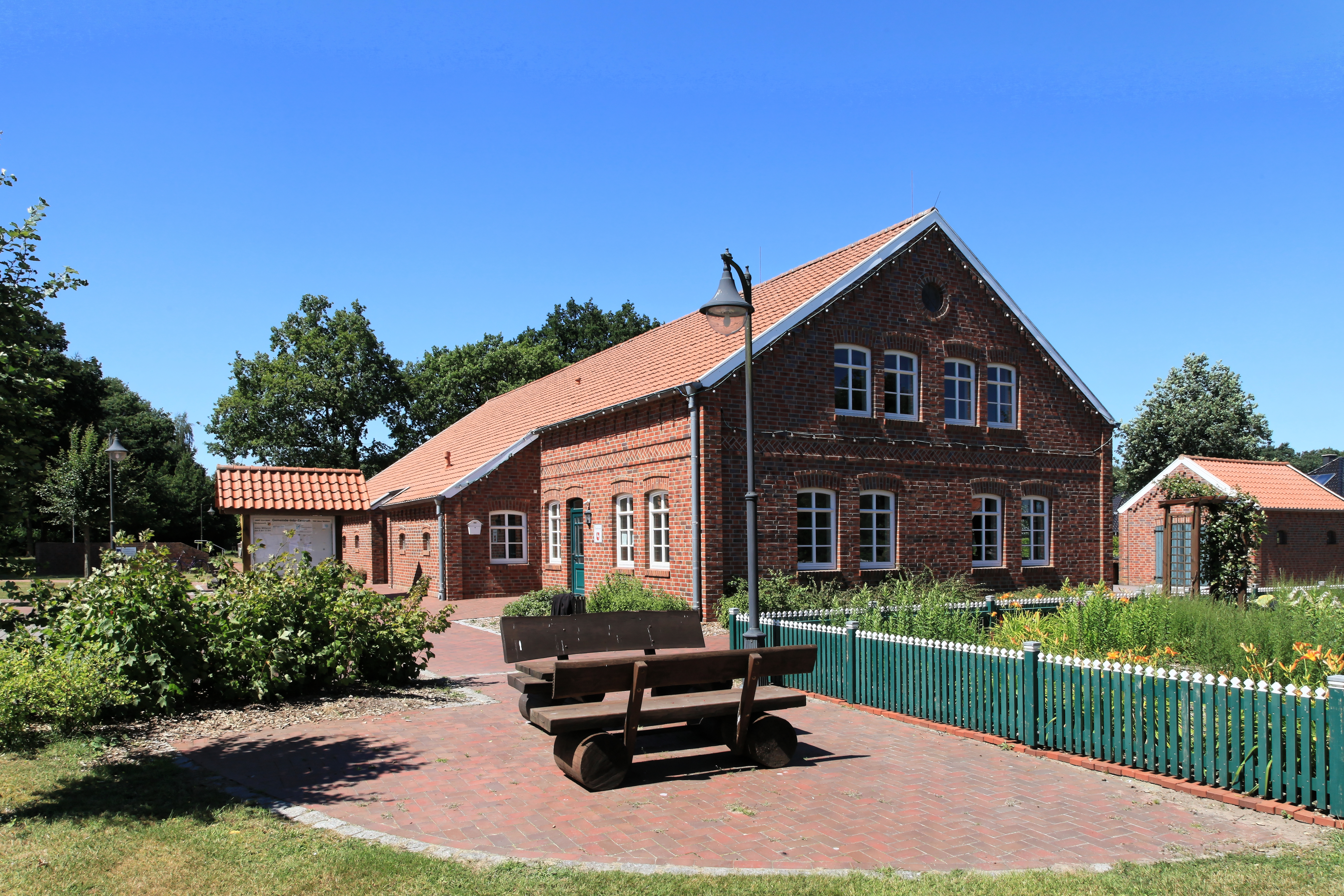
Heimathaus im Dorfkern

## Geografie

### Lage
Die Gemeinde Walchum liegt zwischen der Ems im Osten und der Grenze zu den Niederlanden im Westen zwischen Leer und Meppen.

### Nachbargemeinden
Nachbargemeinden sind im Norden die Gemeinde Dersum, im Osten die Gemeinde Kluse, im Süden die Gemeinde Sustrum in der Samtgemeinde Lathen und im Westen die niederländische Gemeinde Westerwolde.

## Geschichte

### 20. Jahrhundert
Auf dem Gemeindegebiet existierte zwischen 1935 und 1945 das Emslandlager Walchum mit über 1000 Häftlingen.

### Herkunft des Namens
Die Herkunft des Namens Walchum (alt: Walkium, Walkiun, später Walinoon, Waleihem, Walchem, Walchum) ist unbekannt. Walchum/Hasselbrock, liegt aber ein chaukisch / friesischer Ursprung nahe. Die Namen friesischer Gründungen enden oft auf „-um“. Beispiele sind: Dornum, Critzum, Pewsum, Petkum, Büsum, Lesum. Die Endigungen ina, ini, ine, inun, enan, enun, um, un, ene, en kommen in zahlreichen Ortsnamen anstelle eines abgeschlissenen Grundwortes vor, ohne dass sich entscheiden lässt, ob sie auf einunddasselbe oder auf mehrere ursprüngliche, alte Wörter zurückgehen. Darin steckt ein allgemeines Grundwort mit der Bedeutung „Siedlung“. Das im Emsland häufige um ist eine jüngere Form, die zum Teile an die Stelle älterer getreten ist, beispielsweise bei Dersum statt Dersinun, Baccum für Baccamun.

## Politik

### Gemeinderat
Der Gemeinderat in Walchum setzt sich aus 11 Ratsfrauen und Ratsherren zusammen. Die Ratsmitglieder werden durch eine Kommunalwahl für jeweils fünf Jahre gewählt. Die aktuelle Amtszeit begann am 1. November 2021 und endet am 31. Oktober 2026.
| Partei | 2021 |   | 2016 | 2011 |
| ------ | ---- | - | ---- | ---- |
| CDU    | 8    | 8 | 9    |      |
| SPD    | 3    | 3 | 2    |      |

### Bürgermeister
Hermann Schweers wurde am 9. September 2001 zum ehrenamtlichen Bürgermeister gewählt. Er hat für die Wahlperiode ab 2016 nicht mehr für den Gemeinderat kandidiert. Zum neuen Bürgermeister wurde Alois Milsch gewählt.

## Kultur und Sehenswürdigkeiten

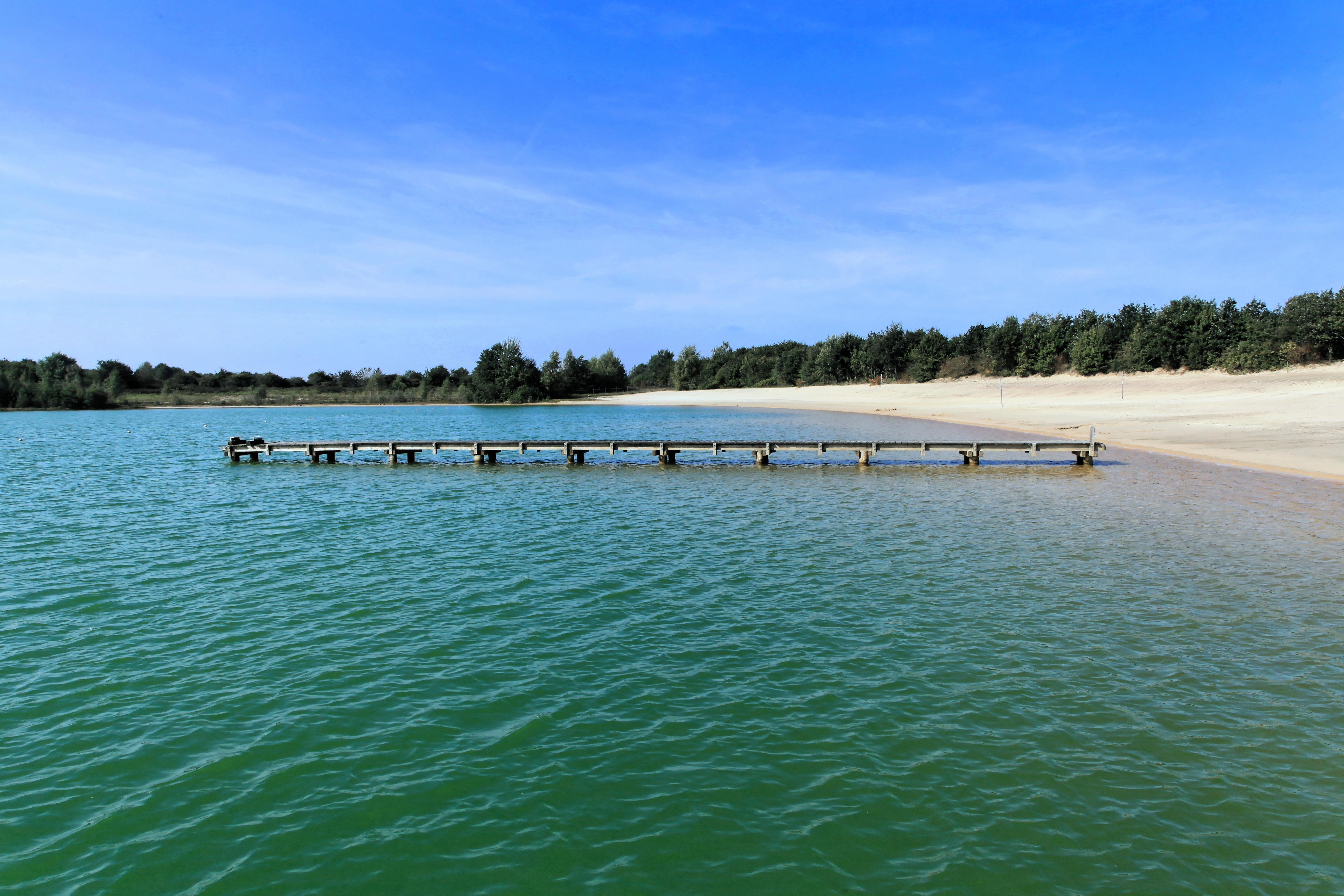
Badestrand am Herzogsee

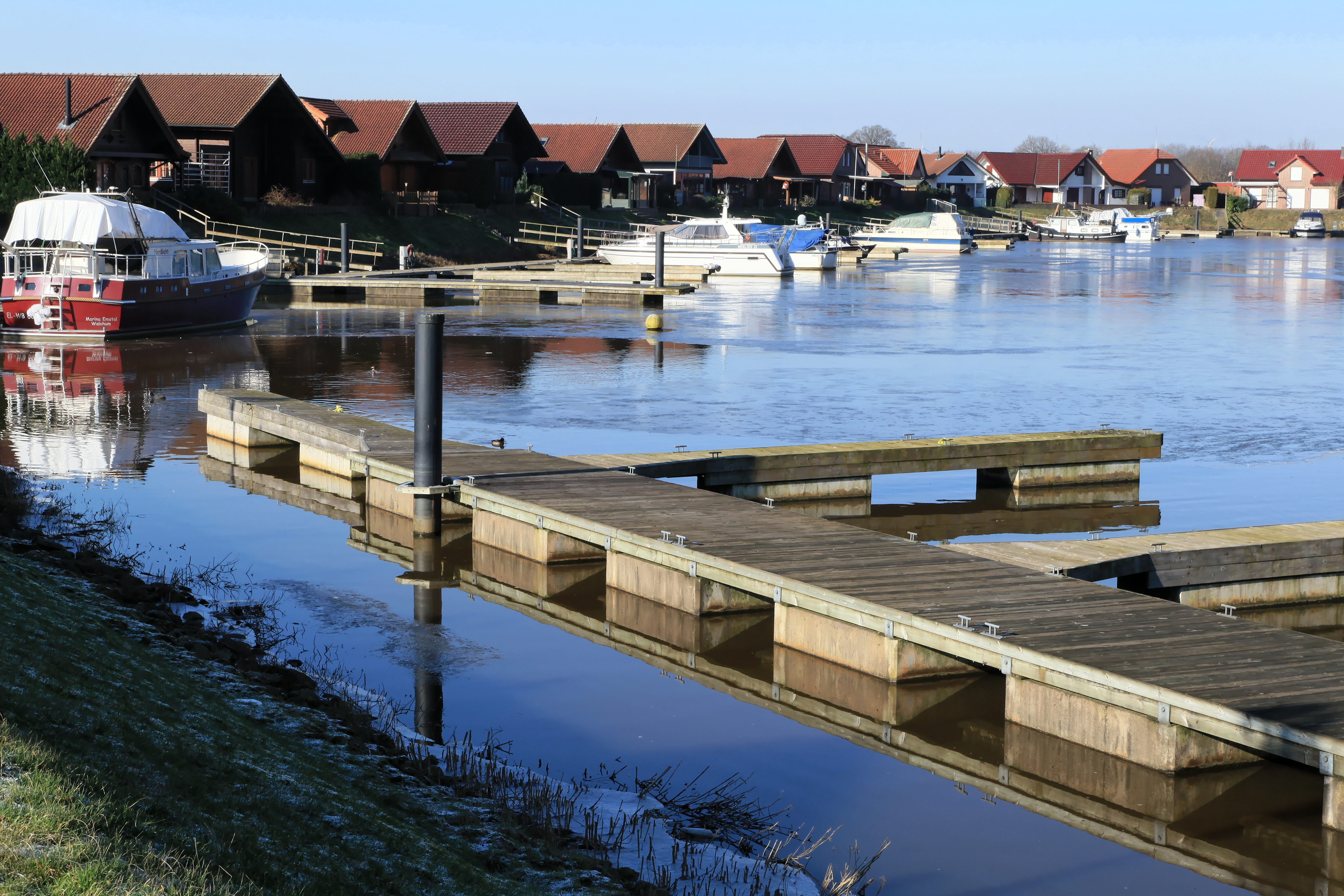
Marinapark an der Ems

### Bauwerke
- Marinapark Emstal

### Regelmäßige Veranstaltungen
- Schützenfest, am 3. Sonntag im Juni
- Weihnachtsmarkt, am ersten Wochenende im Dezember.

## Verkehr
Walchum ist über die Bundesstraße 70 zu erreichen. Es besteht weiterhin ein Autobahnanschluss an die nahegelegene Bundesautobahn 31.